# Domniemanie ojcostwa
Domniemanie ojcostwa – instytucja prawa rodzinnego, polegająca na przyjęciu, że dziecko pochodzi od określonego mężczyzny, o ile zaszły wskazane w ustawie okoliczności.

## Domniemanie ojcostwa w Polsce
Domniemanie to zostało uregulowane w tytule II dziale I rozdziale I k.r.o. i ma charakter domniemania prawnego, które – co do zasady – może zostać obalone (praesumptio iuris tantum).

### Dziecko małżeńskie
Domniemywa się, że dziecko pochodzi od męża matki, jeśli urodziło się ono:
- w trakcie trwania małżeństwa; jeśli jednak wobec małżonków orzeczono separację, domniemanie przestaje działać po upływie trzystu dni od tego orzeczenia,
- przed upływem trzystu dni od ustania lub unieważnienia małżeństwa; wszelako gdy matka przed narodzinami dziecka zawrze drugi związek małżeński domniemywa się, że dziecko pochodzi od drugiego męża; domniemanie to nie dotyczy przypadku, gdy dziecko urodziło się w następstwie procedury medycznie wspomaganej prokreacji, na którą wyraził zgodę pierwszy mąż matki[1].

Mąż matki może wytoczyć powództwo o zaprzeczenie ojcostwa w ciągu roku od dnia, w którym dowiedział się o urodzeniu dziecka przez żonę. Jeżeli jednak zapadł w tym czasie na chorobę psychiczną lub innego rodzaju zaburzenia psychiczne, to możliwy jest inny początek biegu tego terminu (zob. art. 64 i 65 k.r.o.). Prawo do wytoczonenia tego powództwa przysługuje też matce dziecka do ukończenia przez dziecko 1. roku życia, samemu dziecku w ciągu roku od osiągnięcia pełnoletności (jeżeli dziecko dowiedziało się po osiągnięciu pełnoletności, że nie pochodzi od męża matki, termin biegnie od dnia powzięcia tej wiadomości), a także prokuratorowi, Rzecznikowi Praw Obywatelskich i Rzecznikowi Praw Dziecka (odpowiednio: na podstawie art. 86 k.r.o., art. 14 pkt 4 ustawy o RPO i art. 10 ust. 1 pkt 3 ustawy o RPD). Jeżeli doszło do przysposobienia nierozwiązywalnego, nie można wytoczyć powództwa.
Zaprzeczenie ojcostwa wymaga udowodnienia, że mąż matki nie jest ojcem dziecka. Do wejścia w życie nowelizacji k.r.o. z 2008 r. w sytuacji gdy dziecko urodziło się przed upływem sto osiemdziesiątego dnia od zawarcia małżeństwa, do obalenia domniemania ojcostwa wystarczyło oświadczenie męża, że nie jest ojcem dziecka, złożone w procesie o zaprzeczenie ojcostwa. Jeżeli jednak:
- dziecko urodziło się po upływie sto osiemdziesiątego dnia od zawarcia małżeństwa, a przed upływem trzechsetnego dnia od jego ustania lub unieważnienia, albo
- mąż obcował z matką dziecka nie wcześniej niż w trzechsetnym, a nie później niż w sto osiemdziesiątym pierwszym dniu przed urodzeniem się dziecka, albo
- mąż zawierając małżeństwo wiedział, że żona jest w ciąży,

to dla obalenia domniemania ojcostwa należało wykazać niepodobieństwo, żeby mąż mógł być ojcem dziecka.

### Dziecko pozamałżeńskie
Domniemywa się, że ojcem dziecka jest ten, kto obcował z matką dziecka w tzw. okresie koncepcyjnym, tj. nie wcześniej niż w trzechsetnym i nie później niż w sto osiemdziesiątym pierwszym dniu przed urodzeniem się dziecka, albo ten, kto był dawcą komórki rozrodczej w przypadku dziecka urodzonego w wyniku dawstwa partnerskiego w procedurze medycznie wspomaganej prokreacji. Domniemanie to może zostać obalone, jeśli w tym okresie matka obcowała także z innym mężczyzną, ale tylko wtedy, gdy z okoliczności wynika, że ojcostwo tego innego mężczyzny jest bardziej prawdopodobne.

## Znaczenie instytucji
W związku ze stosunkowo łatwym dostępem do testów DNA, których wyniki są powszechnie uznawane za rozstrzygający dowód w sprawach o ustalenie albo zaprzeczenie pochodzenia dziecka, domniemanie ojcostwa utraciło istotne znaczenie praktyczne.